# Floing (Francja)
Floing – miejscowość i gmina we Francji, w regionie Grand Est, w departamencie Ardeny.
Według danych na rok 1990 gminę zamieszkiwało 2636 osób, a gęstość zaludnienia wynosiła 355 osób/km².